# Paulina Gałązka
Paulina Gałązka-Sandemo (ur. 21 sierpnia 1989 w Warszawie) – polska aktorka.

## Życiorys
W 2013 roku ukończyła Państwową Wyższą Szkołę Filmową, Telewizyjną i Teatralną im. Leona Schillera w Łodzi na Wydziale Aktorskim. Popularność przyniosła jej rola Joanny Dworzak w serialu Pierwsza miłość, w którym grała w latach 2014–2017.

### Życie prywatne
W czerwcu 2016 roku wyszła za mąż za aktora Sindre Sandemo.

## Filmografia
- 2008: Dzikość (etiuda szkolna) – dziewczyna II
- 2010: W próżni (etiuda szkolna) – recytatorka
- 2010: Ojciec Mateusz – Iwona (odc. 55)
- 2010: Babie lato (etiuda szkolna) – wieśniaczka
- 2011: W imieniu diabła – Kinga, uczestniczka szabatu
- 2011: Upadek (etiuda szkolna) – matka Piotrusia
- 2011: Powiedz, że mnie kochasz (etiuda szkolna) – kochanica Jowita
- 2011: Komisarz Alex – ekspedientka Agata (odc. 3)
- 2012: Podejrzliwość (etiuda szkolna) – Livia
- 2012: Pan Tadeusz (etiuda szkolna) – dziewczyna
- 2012: Miłość (etiuda szkolna) – Larwa
- 2012: Dziewczyna z szafy – dziewczyna
- 2013: Wspomnienie poprzedniego lata – Basia
- 2013: Radosław – Wacława Jurczakowska
- 2013: Przyjaciółki – Joasia Kwietniewska, kochanka Jastolińskiego (odc. 25)
- 2013: Opera z mydła (etiuda szkolna) – Ania
- 2013: Nigdy więcej (etiuda szkolna) – opiekunka
- 2013: Na dobre i na złe – Magda (odc. 531)
- 2014: Wielka płyta 1972-2018 – Różyczka
- 2014: Kamień (etiuda szkolna) – dziewczyna
- 2014–2017: Pierwsza miłość – Joanna Dworzak
- 2014: Kamienie na szaniec – Baśka
- 2015: Żyć nie umierać – Monika, córka Bartosza
- 2015: Skazane – Marta Janisz, żona Rafała (odc. 1-7)
- 2015: Przedstawienie (etiuda szkolna) – żona
- 2015: Nowy świat – kobieta Pawła (odc. pt. AZZAM)
- 2015: Król życia – młoda kobieta
- 2015: Kroki (etiuda szkolna) – Edyta
- 2015: Córki dancingu – Rybka
- 2015: 89. – Katia
- 2016: Powidoki – Wasińska
- 2016: Ojciec Mateusz – Mariola Walenta, żona Andrzeja (odc. 193)
- 2016: Jan Mazurkiewicz ps. Radosław – Wacława Jurczakowska
- 2016: Czułość – Julia
- 2016: Bodo – Susi (odc. 1-2)
- 2017: Serce nie sługa – blondynka w klubie
- 2017: Niania w wielkim mieście – Inga, asystentka prezesa Adama Popławskiego (odc. 8)
- 2017: Lekarze na start – Daria Masny, żona Grzegorza (odc. 11)
- 2017: Komisarz Alex – Ola Bilska, dziewczyna Zbigniewa Karczyńskiego (odc. 105)
- 2017: Dzielni chłopcy (spektakl telewizyjny) – Izaura
- 2018: Zabawa, zabawa – Agata
- 2018: Kobieta sukcesu – Kama, przyjaciółka Mańki
- 2018: Juliusz – Anetka, dziewczyna Rafała
- 2018: Jak pies z kotem – lekarka
- 2018: Druga szansa – dziennikarka Iza (odc. 1, 3, 5, 8-10 sezon V)
- 2018–2019: Drogi wolności – Marynia Biernacka (odc. 1-14)
- 2018–2019: Znaki – Dorota, upośledzona umysłowo dziewczyna, podopieczna Jonasza (odc. 1-3, 5-8)
- od 2019: Na dobre i na złe – Dominika Kwietniewska
- 2019: Zakochani po uszy – Milena (odc. 23, 35, 38-39, 49-51)
- 2019: Ojciec Mateusz – Magda (odc. 266)
- 2019: Na bank się uda – Olga, wnuczka Eryka
- 2019: Aszantka (spektakl telewizyjny) – Władka – Aszantka
- 2019: Przyjaciółki – dziewczyna Łukasza (odc. 170)
- 2019: 39 i pół tygodnia – Kiki, dziewczyna rapera (odc. 8)
- 2020: Archiwista – aspirant Zuzanna Wasiluk
- 2020: Wszyscy moi przyjaciele nie żyją – Jolanta
- 2021: Klangor – Ola Majdzik
- 2021: Dziewczyny z Dubaju – Emi
- 2021: The Office PL – Dominika Gnatowska, żona Łukiego
- 2022: Królowa – piosenkarka Elisabeth Zasada (odc. 4)
- 2023: Fuks 2
- 2023: Na twoim miejscu - Kaśka
- 2024: Sami swoi. Początek – Nechajka Słobodzian
- 2024: Wieczór kawalerski – szefowa
- 2024: Krucjata II. Znak Bliźniąt – komisarz Ewa Jaskółka (odc. 1–4, 6–13)
- 2024: Diabeł – Kaja Kloch

### Polski dubbing
- 2023: Barbie – Barbie

## Nagrody
- 2013: Nagroda łódzkich dziennikarzy na 31 Festiwalu Szkół Teatralnych w Łodzi
- 2013: Nagroda publiczności na najbardziej elektryzującej aktorki na 31 Festiwalu Szkół Teatralnych w Łodzi
- 2013: Nagroda za role Lulu w spektaklu Shopping & fucking na 31 Festiwalu Szkół Teatralnych w Łodzi
- 2013: Nagroda Ministra Kultury i Dziedzictwa Narodowego za wybitne osiągnięcie dla studentów uczelni artystycznych